# Miloš Spasić (labdarúgó, 1997)
Miloš Spasić (szerbül: Милош Спасић; Pirot, 1997. július 29. –) szerb labdarúgó, a Radnički Niš játékosa.

## Pályafutása
A Radnički Pirot saját nevelésű játékosaként lett az első csapat tagja, majd 2020 nyarán szerződtette a Radnik Surdulica csapata.Három és fél éves szerződést írt alá új csapatával. 2022. december 9-én a magyar Kisvárda bejelentette, hogy szerződtették.

## Sikerei, díjai
Radnički Pirot
- Szerb keleti harmadosztály: 2015–16,[4] 2018–19[5]

 Kisvárda
- NB II bajnok (1): 2024–25